# Mori Sumio
Mori Sumio (né à Nagasaki le 28 février 1919, mort à Tokyo le 18 août 2010) est un poète japonais de haiku. Il s'intéresse à la tradition haikai de l'époque pré-moderne. Il remporte le prix Yomiuri pour la poésie en 1977.

## Ouvrages publiés
| Titre                                             | Titre                             | Éditeur                  | Lieu   | Date  |
| ------------------------------------------------- | --------------------------------- | ------------------------ | ------ | ----- |
| Kagan                                             | 花眼                              | Bokuyōsha                | Tōkyō  | 1969  |
| Mori Sumio haironshū                              | 森澄雄俳論集                      | Nagata Shobō             | Tōkyō  | 1971  |
| Fuō                                               | 浮鷗                              | Nagata Shobō             | Tōkyō  | 1973. |
| Mori Sumio kushū                                  | 森澄雄句集                        | Gogatsu Shobō            | Tōkyō  | 1976  |
| Yūhō                                              | 游方                              | Rippū Shobō              | Tōkyō  | 1980  |
| Haiku-yūshin                                      | 俳句遊心                          | Gogatsu Shobō            | Tōkyō  | 1980  |
| Oumi                                              | 淡海                              | Unotatsuyama Bunko       | Tōkyō  | 1982  |
| Kararo                                            | 空艪                              | Unotatsuyama Bunko       | Tōkyō  | 1983  |
| Sumio haiwa-hyakudai                              | 澄雄俳話百題                      | Nagata Shobō             | Tōkyō  | 1984  |
| Mori-Sumio-haiku-juku                             | 森澄雄俳句塾                      | Bunka Shuppankyoku       | Tōkyō  | 1984  |
| Haiku-yūsō                                        | 俳句遊想                          | Kōdansha Gakujutsu Bunko | Tōkyō  | 1987  |
| Haiku to yugyō                                    | 俳句と遊行                        | Fujimi Shobō             | Tōkyō  | 1987  |
| Shi no shinjitsu: haiku-jissaku-sakuhō            | 詩の真実 俳句実作作法             | Kadokawa Shoten          | Tōkyō  | 1987  |
| Shoshō                                            | 所生                              | Kadokawa Shoten          | Tōkyō  | 1989  |
| Haijin-kuwa: gendai-haijintachi no fūbō to shisei | 俳人句話 現代俳人たちの風貌と姿勢 | Kadokawa Shoten          | Tōkyō  | 1989  |
| Hana wa mina                                      | はなはみな                        | Furansudō                | Mitaka | 1990  |
| Mori Sumio haiwa-gojūdai                          | 澄雄俳話五十題                    | Nagata Shobō             | Tōkyō  | 1993  |
| Medetasa no bungaku                               | 俳句と遊行                        | Yūshorin                 | Tōkyō  | 1994  |
| Haiku kono yutaka naru mono                       | 俳句この豊かなるもの              | Yūshorin                 | Tōkyō  | 1994  |
| Mori Sumio saijiki                                | 森澄雄歳時記                      | Kashinsha                | Tōkyō  | 1995  |
| Shien                                             | 四遠                              | Yūshorin                 | Tōkyō  | 1996  |
| Haiku no inochi                                   | 俳句のいのち                      | Kadokawa Shoten          | Tōkyō  | 1998  |
| Haiku no yutakasa: Mori Sumio taidanshū           | 俳句のゆたかさ 森澄雄対談集       | Asahi Shimbunsha         | Tōkyō  | 1998  |
| Kakan                                             | 花間                              | Asahi Shimbunsha         | Tōkyō  | 1998  |
| Koto-yūyū                                         | 古都悠遊                          | Furansudō                | Chōfu  | 1999  |
| Mite wasuru                                       | 見て忘る                          | Kakūsha                  | Tōkyō  | 1999  |
| Haiku ni manabu                                   | 俳句に学ぶ                        | Kadokawa-shoten          | Tōkyō  | 1999  |
| Mandarage                                         | 曼陀羅華                          | Asahi Shimbunsha         | Tōkyō  | 2000  |
| Tenjitsu                                          | 天日                              | Asahi Shimbunsha         | Tōkyō  | 2001  |
| Mori Sumio kushū                                  | 森澄雄句集                        | Geirin Shobō             | Chōfu  | 2002  |
| Yūshin                                            | 遊心                              | Ueppu                    | Tōkyō  | 2003  |
| Kyoshin                                           | 虚心                              | Bungaku no mori          | Tōkyō  | 2004  |
| Shin: Sumio haiwa-hyakudai                        | 新澄雄俳話百題                    | Nagata Shobō             | Tōkyō  | 2005  |

## Source de la traduction
- (de)/(en) Cet article est partiellement ou en totalité issu des articles intitulés en allemand « Mori Sumio » (voir la liste des auteurs) et en anglais « Mori Sumio » (voir la liste des auteurs).